# Vasile Maftei
Vasile Maftei (Fălticeni, 1º gennaio 1981) è un ex calciatore rumeno, di ruolo difensore.

## Carriera

### Club
Maftei ha iniziato a giocare da professionista nel 2000 con il Tractorul Brașov, per poi passare nel 2001 al Rapid Bucarest, club in cui milita per 8 anni. Nel 2009 passa all'Unirea Urziceni, campione di Romania in carica e nel 2010 al CFR Cluj.

### Nazionale
Maftei ha esordito con la nazionale rumena il 28 febbraio 2006 nella partita amichevole vinta dai rumeni per 2-0 contro l'Armenia in cui ha segnato la sua unica rete in 12 presenze in nazionale (l'ultima di queste l'8 febbraio 2011 nell'amichevole pareggiata 2-2 contro l'Ucraina).

## Palmarès

### Club

#### Competizioni nazionali
- Coppa di Romania: 4

Rapid Bucarest: 2001-2002, 2005-2006, 2006-2007
Voluntari: 2016-2017
- Supercoppa di Romania: 3

Rapid Bucarest: 2002, 2003
Voluntari: 2017
- Campionato rumeno: 2

Rapid Bucarest: 2002-2003
CFR Cluj: 2011-2012